# Олтаржевський Дмитро Олегович

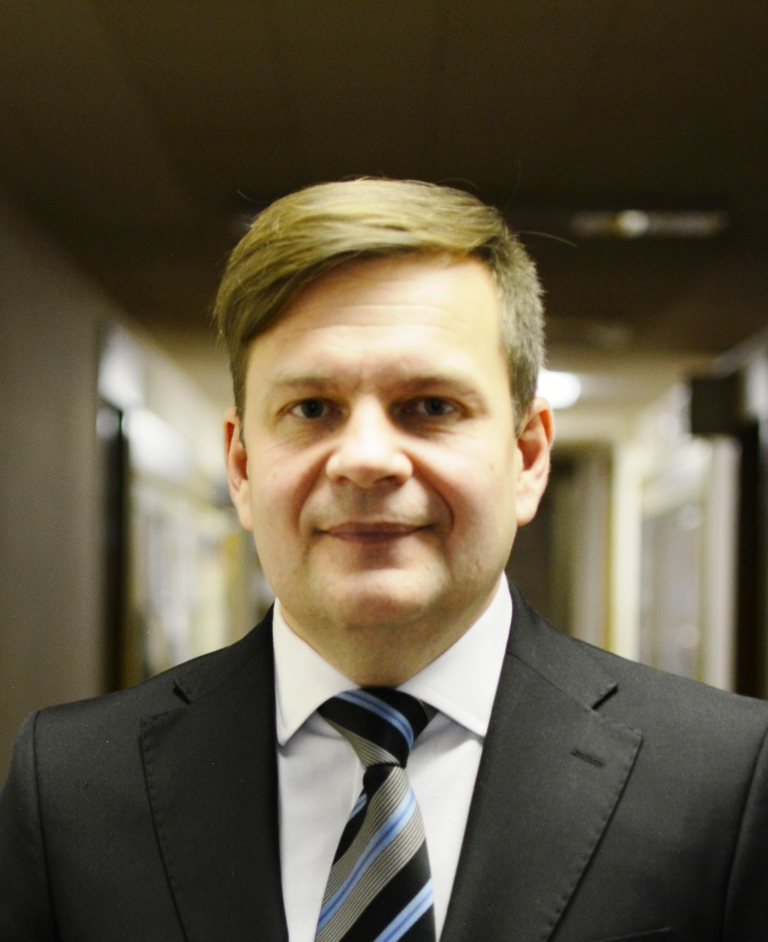
Олтаржевський Дмитро Олегович

Дмитрó Олéгович Олтаржéвський (англ. Dmytro O. Oltarzhevskyi, рос. Дмитрий Олегович Олтаржевский; 24 травня 1973 р., Донецьк, Україна) — український науковець, теоретик і практик у сфері паблік рилейшнз. Доктор наук із соціальних комунікацій, професор, завідувач кафедри реклами та зв'язків з громадськістю Навчально-наукового інституту журналістики Київського національного університету імені Тараса Шевченка .

## Біографія
Народився 24 травня 1973 р. в м. Донецьку. 1991—1996 рр. — навчання в Інституті журналістики Київського національного університету імені Тараса Шевченка. Здобув диплом спеціаліста зі спеціальності «журналістика». Практичний досвід роботи за фахом здобув у газеті органів державної виконавчої влади «Урядовий кур'єр». 2001—2004 рр. — навчання в аспірантурі, по закінченні якої захистив дисертацію і здобув науковий ступінь кандидата філологічних наук зі спеціальності «журналістика». З 2008 р. викладає на кафедрі реклами та зв'язків з громадськістю Навчально-наукового інституту журналістики Київського національного університету імені Тараса Шевченка. У 2014 р. захистив докторську дисертацію за спеціальністю 27.00.06 — прикладні соціально-комунікаційні технології на тему «Корпоративні медіа як інструмент соціальних комунікацій».
Коло наукових інтересів: паблік рилейшнз, корпоративні комунікації, корпоративні медіа, соціальна реклама, проблеми соціалізації бізнесу, корпоративна соціальна відповідальність. Член Спеціалізованої вченої ради із захисту докторських дисертацій за напрямом соціальних комунікацій. Член редколегії наукових видань: «Вісник Львівського університету. Серія журналістика», «Обрії друкарства».
Протягом 15 років очолював PR-служби великих міжнародних і вітчизняних компаній, зокрема Carlsberg Group Ukraine, IDS Group, Global Spirits, Група компаній «Біола». Консультант з паблік рилейшнз, корпоративних комунікацій, корпоративних медіа.

## Науковий доробок
Автор перших в Україні навчального посібника «Корпоративні медіа: теорія і практика» (2012 р.) і монографії з дослідження корпоративних медіа — «Основи та методи діяльності сучасних корпоративних медіа» (2013 р.) . У 2016 р. у Навчально-науковому інституті журналістики Київського національного університету імені Тараса Шевченка презентовано його перший український навчальний посібник із соціальної реклами. У 2023 р. у співавторстві з PR-практиком Євгеном Загорульком опублікував першу в Україні монографію, присвячену корпоративним комунікаціям — «Корпоративні комунікації: свіжий погляд»   .
Розробив новітню стейкхолдер-центричну модель для системного вимірювання та оцінювання ефективності корпоративних комунікацій, яку в 2024 р. опублікувало міжнародне наукове видання Corporate Communications: An International Journal  .
Загалом Дмитро Олтаржевський — автор близько 100 наукових публікацій в українських і закордонних фахових виданнях, серед яких:
- Олтаржевський Д.О. Визначення корпоративного медіа в контексті сучасного інформаційного суспільства // Наукові записки Інституту журналістики. 2009. Т. 35. С. 165-169.
- Олтаржевський Д.О. Стиль і мова сучасної корпоративної періодики // Стиль і текст. 2009. Вип. 10. С. 99-108.
- Олтаржевський Д.О. Журналістські аспекти неймінгу корпоративних видань //  Вісник Київського національного університету ім. Тараса Шевченка. 2010. Вип. 18. С. 48-51.
- Олтаржевський Д.О. Історична ґенеза та соціально-інформаційне функціонування корпоративної преси // Вісник Книжкової палати. 2010. № 6 (167). С. 6-9.
- Олтаржевський Д.О. Корпоративне видання як інструмент public relations // Інформаційне суспільство. 2010.  Вип. 12. С. 5-9.
- Олтаржевський Д.О. Корпоративні медіа та сучасне інформаційне суспільство // Бібліотечний вісник. 2010. № 3. С.51-57.
- Олтаржевський Д.О. Українська корпоративна періодика: сьогодення і майбутнє // Наукові записки Інституту журналістики. 2010. Т. 40. С. 177-181.
- Олтаржевський Д.О. Класичні та нові корпоративні медіа: комунікативний аспект // Наукові записки Інституту журналістики. 2011. Т. 43. С. 31-35.
- Олтаржевський Д.О. Корпоративні медіа: інструкція з виживання в онлайні // Консалтинг в Україні. 2011. № 56, березень. C. 36-37.
- Олтаржевський Д.О. У майбутньому не буде жодних ЗМІ, окрім корпоративних? // Media Sapiens. 2011.
- Олтаржевський Д.О. Функціонування корпоративної преси в системі масових комунікацій // Вісник Книжкової палати. 2011. № 3 (176). С. 11-13.
- Олтаржевський Д.О. Внутрішньофірмові медіа та їх значення в корпоративних комунікаціях // Інформаційне суспільство. 2012. Вип. 16. С. 5-9.
- Олтаржевський Д.О. Корпоративні медіа як новітній різновид ЗМІ // Вісник Київського національного університету ім. Тараса Шевченка. Серія Журналістика. 2014. Вип. 21. С. 28-29.
- Oltarzhevskyi D. Nowoczesna prasa firmowa: Polska, Ukraina, Świat. Сучасні корпоративні медіа: Польща, Україна, світ / Naukowy Przegląd Dziennikarski. 2015. № 1.  С. 90-99.
- Олтаржевський Д.О. Комунікації як основа соціалізації бізнесу: теоретико-концептуальне обґрунтування /  Current Issues of Mass Communication. К., 2018, Вип. 23, С. 47-58.
- Oltarzhevskyi, D. and Todorova, O. (2019). Contemporary Corporate Media: Current State, Innovations and Trends in Ukraine, Zarządzanie Mediami. 7 (3), РР. 143-158.
- Oltarzhevskyi, D. (2019). Typology of contemporary corporate communication channels. Corporate Communications: An International Journal. 24 (4), РР. 608-622.
- Tsymbalenko Yevhen, Oltarzhevskyi Dmytro, Horodenko Lesya and Oltarzhevska Olha (2020). The role of company’s top officials in corporate communications. Problems and Perspectives in Management, 18(3), 255-267.
- Олтаржевський Д.О. Корпоративні комунікації як напрям паблік рилейшенз: теоретико-історичний аспект // Наукові записки Інституту журналістики. 2020. Т. (2)77. С. 68-78.
- Олтаржевський Д.О., Кудіна О.С., Поправка О.А. Корпоративні медіа українського агробізнесу: тематика та функції // Наукові записки Інституту журналістики. 2021. Т. (2) 79. С. 62-73.
- Олтаржевський Д.О. Історичні особливості становлення корпоративних медіа в Україні та світі // Вісник Львівського університету. Серія Журналістика. 2021. Вип. 49. С. 128-141.
- Олтаржевський Д.О. Корпоративні комунікації в Україні в умовах війни з росією // Наукові записки Інституту журналістики. 2022. Т. (2) 81. С. 73-85.
- Oltarzhevskyi, D. (2022). The War in Ukraine: Rethinking Values in Communications. Current Issues of Mass Communication, (31), 25-29.
- Олтаржевський Д., Попаз І. Бренд-комунікації в ТікТок: аналіз тематики та форматів відео українських компаній // Наукові записки Інституту журналістики. 2023. Т. (2) 83. С. 134-144.
- Oltarzhevskyi, D., & Oltarzhevska, O. (2023). VR, NFT, Metaverse. How digital innovations affect the development of marketing and PR communications. Current Issues of Mass Communication, (33), 26–33.
- Олтаржевський Д. Феномен віртуальних інфлюенсерів у сучасних цифрових комунікаціях // Наукові записки Інституту журналістики. 2024. Т. (2) 85. С. 11-22.
- Oltarzhevskyi, D. (2024). Measurement and evaluation methods in corporate communications through the prism of Lasswell’s model. Corporate Communications: An International Journal, 29(5), 712-729.

## Громадська діяльність
Член Національної спілки журналістів України та Асоціації корпоративних медіа України. Постійний член журі щорічного конкурсу «Найкраще корпоративне медіа України» .
Учасник доброчинних акцій преси (міжнародні автопробіги журналістів та ін.), що проводить Всеукраїнський благодійний фонд «Журналістська ініціатива» (від початку 2000-х років). 
У 2022 р. виступив як ключовий спікер на Міжнародному симпозіумі з паблік рилейшнз BledCom 2022 з промовою «The war in Ukraine: Rethinking values in communication» . 